# Mark Coleridge
Mark Benedict Coleridge (* 25. září 1948, Melbourne) je australský katolický kněz a biskup, od roku 2012 arcibiskup brisbaneský.
Je komturem s hvězdou Řádu Božího hrobu a velkopřevorem jeho místodržitelství v Austrálii – Queenslandu; byl mu určen velkopřevor-koadjutor, jímž je Joseph John Oudeman, brisbaneský pomocný biskup.